# Germania Centrală

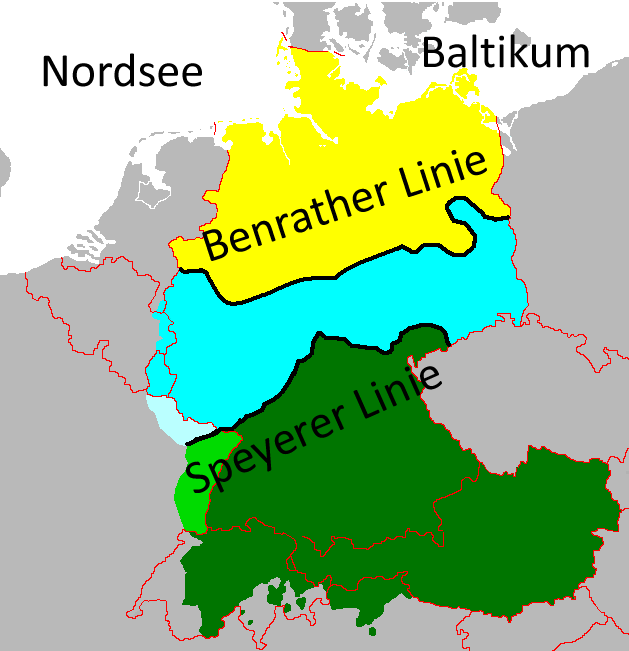
Germania de Sud (verde)
Germania Centrală (albastru)
Germania de Nord (galben)

Germania Centrală este un termen geografic care definește regiunile dintre Germania de Nord până la cursul lui Main care o desparte de Germania de Sud. După Reunificarea Germaniei, acest termen definește landurile Saxonia, Saxonia Inferioară și Turingia. Știrile din regiune sunt transmise pe postul Germaniei Centrale MDR, care a luat ființă în anul 1991.
Germania Centrală are la nord-vest munții Harz la sud-vest munții Pădurea Turingiei iar la sud-vest Frankenwald, la granițele regiunii se află Erzgebirge,  munții Luzațieni, Sächsische Schweiz, Fläming (sud-vest de Brandenburg) și bazinele Turingiei și al Leipzigului. În regiune se vorbește un dialect specific care în vest pe valea Rinului diferă mult de dialectul franc și saxon din est. Apele curgătoare care travesează regiunea sunt Elba cu afluenții Saale, Mulde și Schwarze Elster.